# دايان لاين
ديان لين (بالإنجليزية: Diane Lane)‏ ممثلة أمريكية من مواليد 22 يناير 1965. ظهرت لأول مرة على الشاشة عام 1979 في فيلم قصة حب قصيرة وظهرت بعد ذلك في العديد من الأفلام الأخرى البارزة، من ضمنها فيلم الخائنة (فيلم)، والذي وفر لها الفرصة للترشح لعدة جوائز منها جائزة الاوسكار، وجائرة الغولدن غلوب، وجائزة نقابة ممثلي الشاشة

## سيرة شخصية
ولد لين في 22 يناير 1965 في مدينة نيويورك. كانت والدتها كولين لي فارينجتون (1936-2015) مغنية ملهى ليلي وكان والدها بيرتون يوجين لين (1930-2002)، مدربًا للدراما في مانهاتن. عندما كان عمرها 13 يومًا انفصل والداها. تلقى والدها حضانتها بعد أن انتقلت والدتها إلى ولاية جورجيا  عندما كانت لين تبلغ من العمر 15 عامًا، أعلنت استقلالها عن والدها وسافرت إلى لوس أنجلوس لمدة أسبوع مع الممثل والصديق كريستوفر أتكينز الذي لعبت معه دور البطولة في فيلم طفل عروس شورت كريك عام 1981  عادت إلى نيويورك وانتقلت للعيش مع عائلة أحد الأصدقاء. في عام 1981 التحقت بالمدرسة الثانوية بعد أن درست بالمراسلة

## مواقع خارجية
- دايان لاين على موقع IMDb (الإنجليزية)
- دايان لاين على موقع روتن توميتوز (الإنجليزية)
- دايان لاين على موقع مونزينجر (الألمانية)
- دايان لاين على موقع ألو سيني (الفرنسية)
- دايان لاين على موقع ميوزك برينز (الإنجليزية)
- دايان لاين على موقع تيرنر كلاسيك موفيز (الإنجليزية)
- دايان لاين على موقع أول موفي (الإنجليزية)
- دايان لاين على موقع بوكس أوفيس موجو (الإنجليزية)
- دايان لاين على موقع قاعدة بيانات برودواي على الإنترنت (الإنجليزية)
- دايان لاين على موقع قاعدة بيانات الأفلام السويدية (السويدية)